# Assedio di Balcombe Street

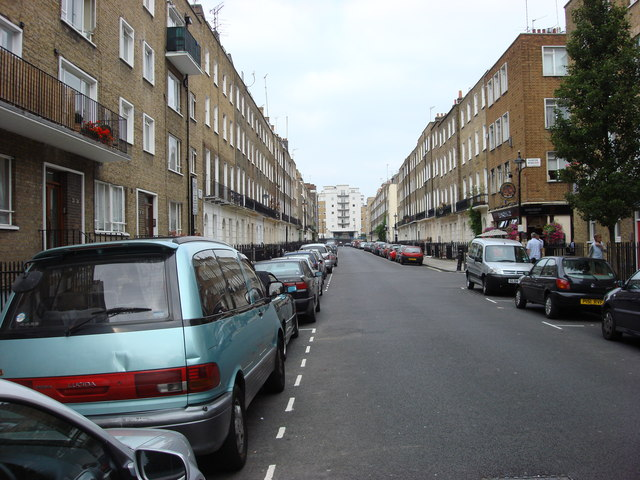
Vista moderna di Balcombe Street, Marylebone. Il n. 22b, l'edificio coinvolto nell'assedio, è a sinistra.

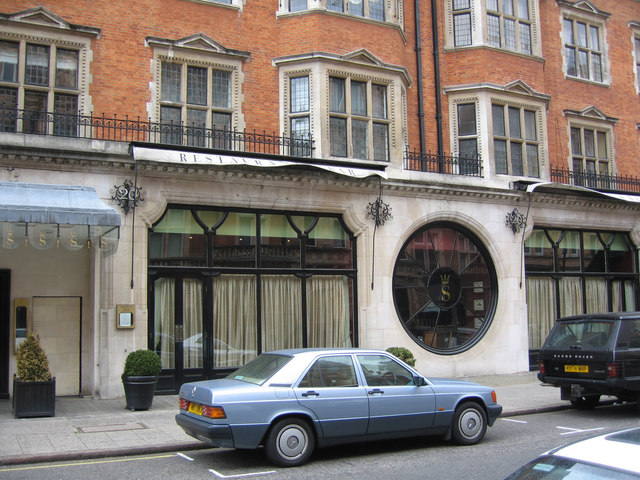
Scott's restaurant nel 2005, il secondo attacco su cui ha preceduto l'assedio.

L'assedio di Balcombe Street è stata un'operazione di presa di ostaggi e di polizia legata al conflitto nordirlandese in cui i membri della Provisional IRA e il Metropolitan Police Service di Londra si sono scontrati dal 6 al 12 dicembre 1975 nel distretto di Marylebone di Londra. L'assedio si concluse con la resa di quattro membri dell'IRA e il rilascio dei loro due ostaggi.

## I fatti
I quattro membri di quella che divenne la banda di Balcombe Street - Martin O'Connell, Edward Butler, Harry Duggan e Hugh Doherty - facevano parte di una active service unit (ASU) dell'IRA di sei uomini (che comprendeva anche Brendan Dowd e Liam Quinn).
A seguito di un inseguimento che a sua volta ha seguito una sparatoria, la banda è stata "ospitata" in un'abitazione in Balcombe Street dove hanno preso in ostaggio due residenti. Le trattative con la polizia non funzionarono e dopo sei giorni si arresero.
Gli uomini furono condannati per le loro azioni nel 1977 e durante il processo richiamarono l'attenzione sul fatto che quattro persone totalmente innocenti stavano scontando lunghe pene detentive per gli attentati di Woolwich e Guildford, un riferimento ai "Guildford Four". Nonostante abbiano indicato la propria responsabilità per questi fatti, i "Guildford Four" (e i "Seven Maguire"), innocenti, resteranno in carcere altri quindici anni.